# مدس بیدستراپ
مدس بیدستراپ (انگلیسی: Mads Bidstrup؛ زادهٔ ۲۵ فوریهٔ ۲۰۰۱) بازیکن فوتبال اهل دانمارک است.
از باشگاه‌هایی که در آن بازی کرده‌است می‌توان به باشگاه فوتبال کپنهاگن اشاره کرد.
وی همچنین در تیم‌های ملی فوتبال جوانان و زیر ۲۱ سال دانمارک بازی کرده‌است.

## دوران ملی
او برای دو بازی دوستانه در ژوئن ۲۰۲۱ به تیم زیر ۲۰ سال دعوت شد، اما بعداً کنار رفت. بیدستراپ اولین فراخوان زیر ۲۱ سال خود را برای دو مسابقه در سپتامبر ۲۰۲۱ به دست آورد و در هر دو بازی حضور داشت.